# 진 (행정 구역)

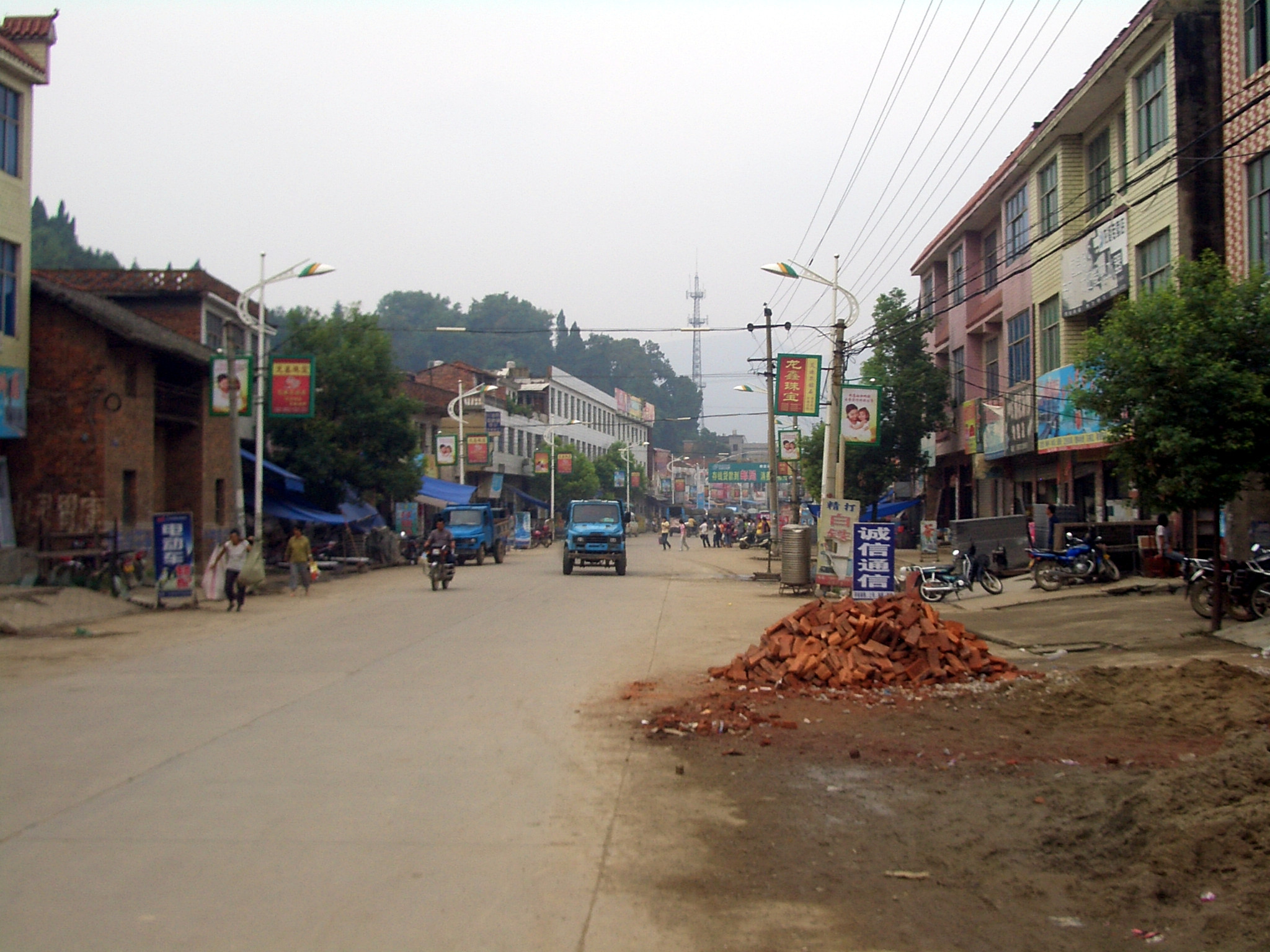

진(鎭)은 중화민국과 중화인민공화국의 행정 구역의 하나이다.

## 중화인민공화국
1949년의 중화인민공화국 성립 이후 진의 설치에는 통일된 규정이 없었고, 진의 탄생에는 제한이 없었다. 1954년 말에 전국에는 5400개의 진이 있었고 인구 2000명 이하가 920개, 인구 2000~5000명이 2302개, 인구 5000~10000명이 1373개, 인구 10000~50000명이 784개, 인구 50000명 이상이 21개였다. 1955년 6월에 국무원이《관어설치시, 진건제적 결정》을 발포해 진을 설치하는 기준을 명확하게 했다. 1978년 말에는, 전국에 2173개의 진만이 남았다. 인민공사제의 폐지 후, 진적 건설은 중시되기 시작했다.
1984년 11월 29일에 국무원은 새롭게 진을 설치하는 기준을 정했다：
1. 모든 현급의 지방 국가기관의 소재지
2. 총인구 2만 이하의 향에서 향 정부의 소재지의 비농업인구가 2천을 넘는 것
3. 총인구 2만 이상의 향에서 향 정부의 소재지의 비농업인구가 인구의 10%이상을 차지하는 것
4. 소수민족의 거주지, 인구가 적은 변경 지역, 산악 지역과 소형 공업 지구, 작은 항구, 경승 관광지, 국경의 구항 지구 등에서 비농업인구가 2천을 넘지 않더라도 필요에 따라서

## 중화민국
중화민국에서 진은 현할시 및 향과 함께 대만의 최하위의 행정 구역이다. 1999년 1월 25일의 지방 제도법의 공포된 후 제3조의 규정에 의해 현(1급 행정구인 성 아래) 밑에 자리하고 있다.
중화민국의 지방제도법에서는 진을 설치하는 분명한 기준은 없다. 진은 통상적으로 향보다 번영하고 있지만 일찍이 성립한 진은 산업의 몰락 등으로 향보다 인구가 적은 경우가 있다.

## 같이 보기
- 진 (군사)
- 향 (행정 구역)
- 면 (행정 구역)